# Organo Phon
Organo Phon ist ein deutsches Klassik-Label für Orgelmusik, Klaviermusik und Klezmer-Musik.

## Geschichte
Das Unternehmen Organo Phon ist ein deutsches Schallplattenlabel, das 1992 von der Orgelbaufirma Oberlinger in Windesheim bei Bad Kreuznach, einem der ältesten deutschen Orgelbauunternehmen, gegründet wurde. 2006 wurde das bei der Gesellschaft zur Verwertung von Leistungsschutzrechten (GVL) und im Handelsregister geführte Unternehmen von der Konzertdirektion Berg übernommen und konzeptionell neu ausgerichtet. Der Firmensitz des Labels Organo Phon ist nun Dieburg (Hessen).

## Repertoire
Zunächst nur auf die Aufnahme von Orgelwerken spezialisiert, folgte 1998 mit der Einspielung der Etüden op. 10 und op. 25 von Frédéric Chopin durch Grigory Gruzman die erste CD mit Klaviermusik. Auch Orchester- und Kammermusikeinspielungen sowie Klezmermusik folgten in den Jahren danach. Den Schwerpunkt bei Organo Phon bildet aber nach wie vor die Orgelmusik, wobei in der Reihe „Orgel-plus“ das Zusammenspiel der Orgel mit anderen Instrumenten im Vordergrund steht. Aufnahmen wurden unter anderem im Mainzer Dom und im Kaiserdom Frankfurt sowie unter dem Titel „Ave Maria“ in der Wallfahrtskirche Dieburg verwirklicht. Mittlerweile werden die Organo-Phon-Einspielungen nicht nur über den eigenen Onlineshop, sondern auch über Download- und Streaming-Plattformen weltweit vertrieben.

## Promotion
CD-Neuerscheinungen bei Organo Phon werden an die Musik-Redaktionen der öffentlich-rechtlichen nationalen Rundfunkanstalten, die großen Privatsender sowie an Rezensenten von Musikmagazinen und Tageszeitungen geschickt.

## Musiker, Ensembles und Rezitatoren
- Aeji Choi
- Albert Schönberger
- Andreas Boltz
- Bruno Caproni
- Christoph Kuppler
- Dagmar Lübking
- Dan Zerfaß
- Ekaterina Kitáeva
- Feline Knabe
- Florian Glemser
- Grigory Gruzman
- Georgi Mundrow
- Hans Uwe Hielscher
- Hans-Joachim Dumeier
- Irith Gabriely
- Jan Masuhr
- Jihye Lee
- Joachim Enders
- Josef Rissin
- Josef Still
- Julian Evans
- Klavierduo Glemser
- Mainzer Domchor
- Mainzer Kammerorchester
- Manfred Bockschweiger
- Markus Boysen
- Mathias Christian Kosel
- Nami Ejiri
- Nicolo Sokoli
- Olga Rissin-Morenova
- Peter von Wienhardt
- Ralf Stiewe
- Renate Kehr
- Roman Kuperschmidt
- Ruben J. Sturm
- Sontraud Speidel
- Steffen Seibert
- Susanne Hardick
- Thomas Gabriel
- Vincenzo Di Rosa